# Acrocyrta rufofemorata
Acrocyrta rufofemorata é uma espécie de coleóptero da tribo Clytini (Cerambycinae), com distribuição apenas na Ilha de Bornéu, Malásia.